# Pacajus (gemeente)
Pacajus is een gemeente in de Braziliaanse deelstaat Ceará. De gemeente telt 59.689 inwoners (schatting 2009).
De gemeente grenst aan Horizonte, Guaiuba, Cascavel, Chorozinho, Acarape en Barreira.